# Charytyna Pekartschuk

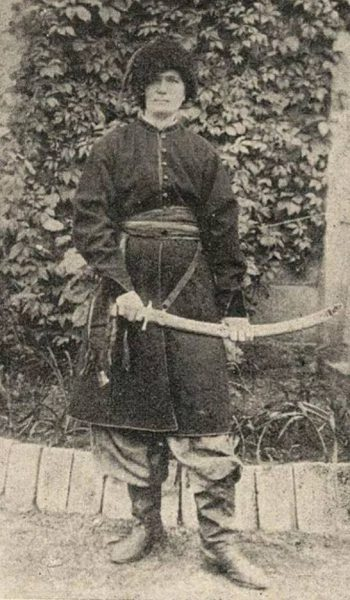
Charytyna Pekartschuk (ca. 1918)

Charytyna Pekartschuk (ukrainisch Харитина Пекарчук; * 14. Oktober 1894 in Simferopol, Gouvernement Taurien, Russisches Kaiserreich; † 11. März 1973 in Dornstadt, Deutschland) war eine ukrainische politische Aktivistin, Sanitäterin und Unteroffizierin.

## Biografie

### Zeit als politische Aktivistin in Simferopol
Charytyna Pekartschuk war Mitglied einer polnischstämmigen Familie wohlhabender Grundbesitzer, die große Gärten rund um Simferopol, ein Landgut im Süden der Ukraine und mehrere Ländereien in den Provinzen Kiew, Poltawa und Taurien besaß. In ihrer Jugend lernte sie Gedichte von Taras Schewtschenko auswendig und trug sie ihren Freundinnen im Gymnasium vor. Sie wurde zeitweise vom Unterricht ausgeschlossen, weil es Frauen verboten war, Männerpoesie vorzutragen.
1915 arbeitete sie im Semstwo des Gouvernements Taurien. 1916 absolvierte sie Gesundheits- und Krankenpflegekurse in Simferopol. Nach der Februarrevolution 1917 trat sie dem Simferopoler Zweig der Ukrainischen Partei der Sozialrevolutionäre bei und gründete zusammen mit anderen Parteimitgliedern und Mitgliedern der Semstwos eine Zweigstelle der Proswita. Sie arbeiteten mit dem Provisorischen muslimischen Exekutivkomitee der Krim zusammen und veröffentlichten eine Zeitung. Zudem organisierte Pekartschuk für in Simferopol stationierte Infanterieregimenter Chöre, Vereine und literarische Veranstaltungen.

### Militärische Laufbahn
Im Mai gründete der spätere Generaloberst des Militärs der Ukrainischen Volksrepublik (UNR) Jurij Tjutjunnyk das 1. Simferopol-Regiment. Daraufhin versetzte der russische Kriegsminister Alexander Kerenski ihn nach Jekaterinoslaw. Um der Auflösung zu entgehen, gründete der Kommandeur des 34. Reserveregiment 4 Kompanien, die aus der Krim hinausgeschickt wurden. Pekartschuk trat einem dazugehörenden Bataillon als Mann verkleidet unter dem Pseudonym Stepan Knyschenko bei.
Im Oktober 1917 wurde ihr Bataillon in Isjaslaw Teil des 6. Reserveregiments, das Pawlo Skoropadskyjs 34. Armeekorps verstärken sollte. Ende 1917 wurde Pekartschuk aufgrund einer schweren Erkrankung ihrer Mutter per Telegramm zurück nach Simferopol gerufen. Im Januar 1918 liquidierten die Bolschewiki die Behörden der Kurultai und des Rats der Volksvertreter der Krim. Es kam zu Verhaftungen und Morden an Offizieren und bekannten Stadtbewohnern. Laut der Kommission der USSR für die Ermittlung bolschewistischer Verbrechen wurden in den ersten Tagen nach der bolschewistischen Übernahme 200 Menschen Opfer der Bolschewiki. Pekartschuk erfuhr, dass sie ebenfalls verhaftet werden sollte. Deshalb vernichtete sie die Mitgliederlisten der Simferopoler Proswita, damit die Dokumente nicht in die Hände der Agenten der Tscheka fallen konnten, versteckte Waffen und Munition und reiste in das Gouvernement Poltawa.
Die Bolschewisten verhafteten sie in Krementschuk und versuchten sie durch Einschüchterung, Folter und eine simulierte Hinrichtung zu zwingen, ihr bekannte Ukrainer auszuliefern. Am 25. März eroberte das mit der UNR verbündete deutsche Militär die Stadt und befreite politische Gefangene. Während des Bestehens des Ukrainischen Staates arbeitete Pekartschuk als Stenotypistin des Bezirkskommandanten von Jelisawetgrad. Im November 1918 trat sie einem galizischen Regiment bei und nahm am Aufstand gegen Skoropadskyj und an Schlachten gegen die Bolschewiki teil. Sie arbeitete zeitweise als Krankenpflegerin. Während des Rückzugs ukrainischer Truppen unter dem Druck der bolschewistischen Streitkräfte nach Birsula schickte Pekartschuk an das Hauptquartier der Westfront die Forderung, einen Zug zum Transport Verwundeter und Kranker zu schicken. Sie erhielt von Generaloberst Tryfon Janiw den Befehl, den Transport der Verwundeten persönlich zu übernehmen. Später leitete sie einen Sanitätszug unter dem Befehl Oberst Juchym Boschkos.
Im Herbst 1919 wurde Boschko auf Befehl Symon Petljuras entlassen und seine Einheit dem 2. Huzulen-Marineregiment der UNR unterstellt. Am 19. Oktober nahm Pekartschuk an einer Schlacht gegen Denikins Truppen bei Tymaniwka (Rajon Tultschyn) teil. Im Winter 1919 nahm sie als Mitglied des 2. Kavallerieregiments an Schlachten im Dreieck des Todes, einer Situation, in der die Ukraine von der Roten Armee, der Weißen Armee und dem polnischen Militär umzingelt war, teil. Sie wurde zum Korporal befördert. Zudem erhielt sie zwei Auszeichnungen des Militärs der UNR: das Eiserne Kreuz für den Winterfeldzug und das Kreuz von Symon Petljura. Pekartschuk war die erste Frau, die im 20. Jahrhundert eine staatliche ukrainische Auszeichnung erhielt. Im Mai 1920 wurde sie in Jampil von der Artillerie der Roten Armee getroffen. Sie erhielt eine schwere Prellung, wodurch die linke Körperseite fast gelähmt war. Damit endete ihr Dienst als Soldatin.

### Flucht in die Tschechoslowakei und Ruhestand in Deutschland
Im November 1920 wurde sie von den Polen verhaftet und zu Gefangenenlagern in Pikulice und Łańcut geschickt. Sie entkam Ende 1921. Im Juni 1922 überquerte sie illegal die Grenze in die Tschechoslowakei. Ab Mai 1924 studierte sie an der Wirtschaftsakademie in Poděbrady. Nach dem Beginn des Deutsch-Sowjetischen Kriegs reiste sie im Dezember 1941 zurück in die Ukraine, wo sie in Winnyzja als Leiterin der dortigen Zweigstelle der feministischen Organisation Schinotscha Sluschba Ukrajini (= Frauendienst der Ukraine) tätig war. 1943 wurde sie von der Geheimen Staatspolizei wegen Verbindungen zu Partisanen verhaftet und später aus Mangel an Beweisen freigelassen. Danach zog sie endgültig in den Westen.
1945 landete sie in einem Filtrationslager in Neu-Ulm, das für Vertriebene aus Osteuropa errichtet wurde. Im Dezember 1945 wurde der Ukrainische Frauenverband in der Bundesrepublik Deutschland e.V. gegründet, dem Pekartschuk beitrat. Sie lebte fortan in einem Altenheim in Dornstadt und wurde Leiterin der dortigen Zweigstelle des Ukrainischen Frauenverbands. Bis zu ihrem Tod hielt sie den Kontakt zur Zentrale des Frauenverbands in München aufrecht.

## Nachwirkung
Im Zuge der Dekommunisierung in der Ukraine wurde nach einem Beschluss des Krementschuker Stadtrats im Oktober 2022 eine ehemals nach Soja Kosmodemjanskaja benannte Straße in der Stadt nach Pekartschuk umbenannt.